# Anniona
Die Anniona (auch Aennion, Anniena und Ennion genannt) waren eines der bayerischen Ur- und Hochadelsgeschlechter.
Sie werden in der Lex Baiuvariorum, in der das alte Volksrecht des baierischen Stammesherzogtums ab dem Jahr 635 zusammengefasst wurde, neben den Huosi, Trozza, Fagana, Hahiligga (auch Hahilinga) und dem Herzogsgeschlecht der Agilolfinger ausdrücklich genannt. In der Lex Baiuvariorum heißt es dazu im Kap. III, De genealogiis et eorem conpositione (III. Über die Geschlechter und ihre Buße): „Isti sunt quasi primi post Agilolvingas, qui sunt de genere ducali. Illis enim duplum honorem concedimus, et sic duplam conpositionem accipiant“ („Diese sind sozusagen die ersten nach den Agilolfingern, die von herzoglichem Geschlecht sind. Ihnen gewähren wir doppelte Ehre, und deshalb sollen sie doppeltes Bußgeld erhalten.“)
In den Urkunden, die in Bayern ab dem 8. Jahrhundert üblich wurden, werden sie im Gegensatz zu anderen dieser Familien jedoch nicht erwähnt, sodass zu vermuten ist, dass sie zu dieser Zeit keine außerordentliche Bedeutung für das Herzogtum mehr hatten.
Der Sippenname wird auf „die Wohlgesinnten“ oder „die Liebenswürdigen“ zurückgeführt und soll also eine Eigenschaft ausdrücken, auch als die Gnädigen übersetzt.